# Slaný
Slaný anhörenⓘ, früher auch Slané, deutsch Schlan, ist eine Stadt und ehemalige Königsstadt in Böhmen. Sie liegt im Schlaner Plateau, dem nordwestlichen Teil des Prager Plateaus, etwa 25 km nordwestlich von Prag.

## Geschichte
Das Gebiet in der Umgebung von Prag war bereits seit der Jungsteinzeit besiedelt. Die Entstehung der Stadt und ihres Namens Slaný (,slaný‘: ,gesalzen‘) geht auf eine Salzquelle zurück, bei welcher um das Jahr 750 n. Chr. eine Ansiedlung nachweisbar ist. Anfang des 13. Jahrhunderts entwickelte sich bei dieser Salzquelle eine wohlhabende Stadt, welche von Wenzel II. im Jahre 1305 zur Königsstadt ernannt wurde. Die Herrscher aus dem Haus der Přemysliden, wie später auch Kaiser Karl der IV., gaben der Stadt zahlreiche Privilegien. Während der Hussitenkriege war Slaný ein Zentrum der politisch-religiösen Bewegung der Hussiten in Böhmen. In den folgenden zwei Jahrhunderten blieb die Stadt wirtschaftlich wohlhabend. Nach der Schlacht am Weißen Berg mit dem Sieg der katholischen Liga über die evangelischen Standesherren in Böhmen wurden die Vermögenswerte und der Grundbesitz durch die Vermögensverwaltung des österreichischen Kaisers konfisziert. Sie verkaufte die Stadt 1620 an Jaroslav Borsita Graf von Martinic auf Smečno. Schlan war seit 1788 Sitz des Kreisamtes des Rakonitzer Kreises. 1848 erhielt Schlan eine eigene Stadtverwaltung und entwickelte sich in der zweiten Hälfte des 19. Jahrhunderts zu einer Industriestadt. Im Jahre 2003 hatte Slaný 15.754 Einwohner.

## Wappen
Ursprünglich entsprach das Stadtwappen Slanýs dem königlich-böhmischen Wappen, einschließlich Helmzier. Zur Unterscheidung wurde ein aus Sicht des Betrachters links auf der Helmdecke kniender unbekleideter Junge ergänzt, der – Blick nach rechts gewandt – mit beiden Händen den Helm hält. In der neueren Form ist er blau gekleidet und die linke Seite der Helmzier fiel weg.

## Sehenswürdigkeiten
- Rathaus

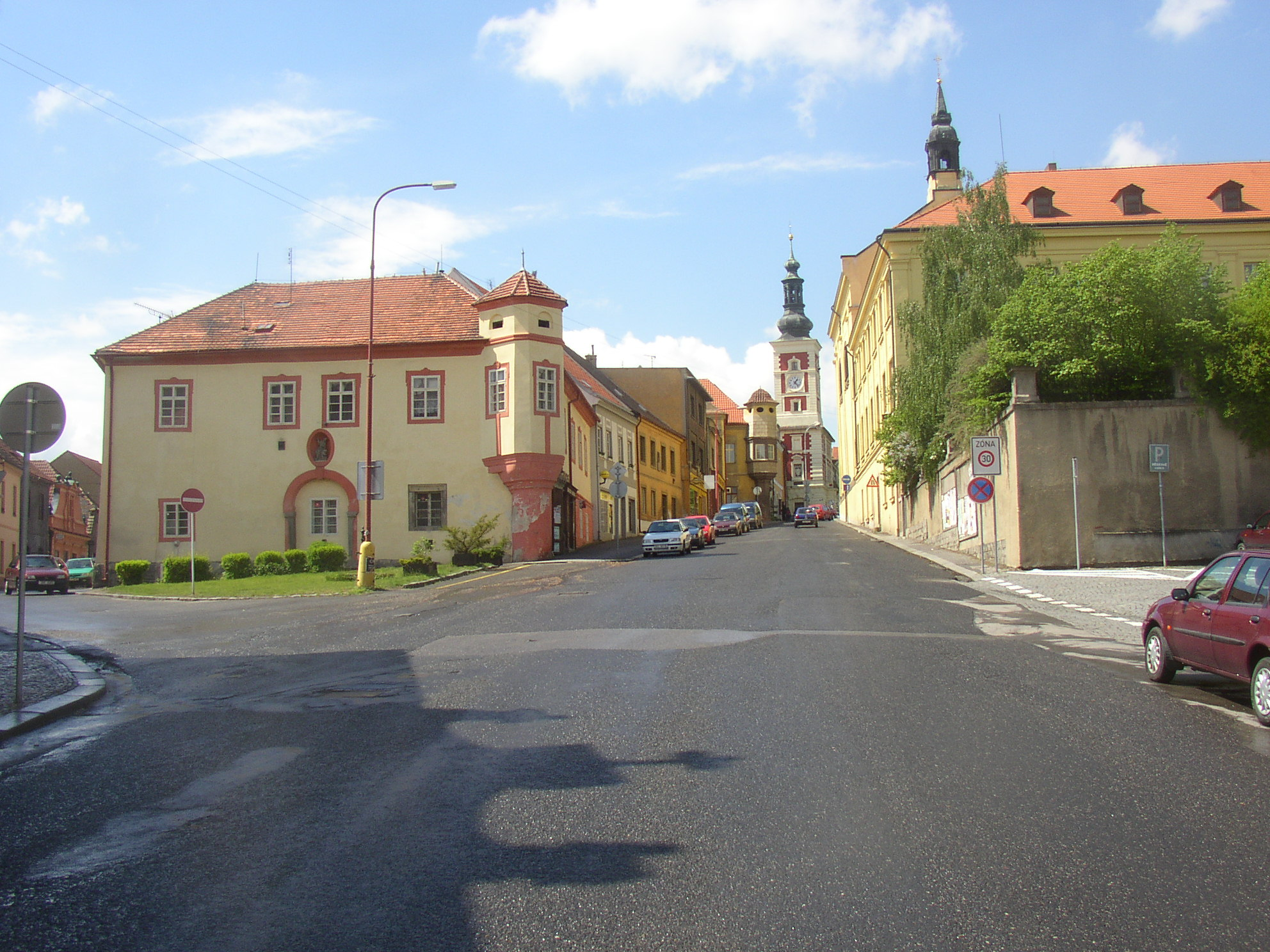
Modletický-Haus (1587) mit dem Rathausturm im Hintergrund

- Kirche der heiligen Dreifaltigkeit – ursprünglich protestantisch, in den Jahren 1581–1602 erbaut. Heute Sitz des Karmeliterordens.
- St.-Gotthard-Kirche
- Piaristenwohnheim, 1658 gegründet, heute der Sitz der Stadtbibliothek und des landeskundlichen Museums.
- Tore der Stadtbefestigung – Pražská, Lounská, Velvarská und Fortna – heute nur noch Velvarská erhalten.
- Schlaner Berg: dominanter Vulkanberg, mit Salzbergwerken.
- Jüdischer Friedhof
- Synagoge
- Bezirkshaus Slaný
- Wiehl-Haus

## Ortsteile
Dolín, Želevčice, Lotouš (deutsch: Sanddörfel), Blahotice, Netovice, Kvíc, Trpoměchy, Otruby

## Partnerstädte
- Pegnitz, Deutschland

## Persönlichkeiten
- Václav Beneš Třebízský (1849–1884), katholischer Geistlicher, Schriftsteller
- Karl Joseph Biener von Bienenberg (1731–1798), Bezirkshauptmann, Prähistoriker
- Matthäus Crocinus (1580–1654), Maler
- Ladislav Čepelák (1924–2000), Maler und Graphiker
- Jaroslav Fencl (* 1913), Graphiker
- Josef Holub (1870–1957), Landschaftsmaler
- Eduard Hradec, Urologe, Professor an der Universität Prag
- Jindřich Hulinský, Historiker und Archivar
- Viktor Kalivoda (1977–2010), Amokläufer
- Dominik Kynský, Schriftsteller und Übersetzer
- Josef Lacina (Pseudonym Kolda Malínský; 1850–1908), Historiker, Schriftsteller
- Paul Ludwik (1878–1934), Techniker
- Jan Malypetr (1873–1947), Ministerpräsident der Tschechoslowakei
- František Karel Miltner, Archäologe und Numismatiker
- Václav Moucha, Archäologe
- Josef Matěj Navrátil, Maler
- Václav Nejtek, akademischer Bildhauer
- Josef Pacák, Professor der organischen Chemie an der Universität Prag, Fachpublizist
- Martin Přibyl, Priester, Königsarchivar in Berlin
- Karel Scheinpflug (1869–1948), Unternehmer, Schriftsteller und Journalist, Vater von Olga Scheinpflugova und Schwiegervater von Karel Čapek
- Olga Scheinpflugová, Schauspielerin und Schriftstellerin. Ehefrau von Karel Čapek
- Václav Smetáček (1906–1986), Komponist und Dirigent
- Miloslav Stiebr, Professor an der Universität Prag, Jurist und Rechtshistoriker
- Jaroslav Suchý, Anthropologe
- Václav Štech (1859–1947), Schriftsteller, Autor, Theaterdirektor und Mitbegründer des Schlaner Museums
- Václav Vilém Štech, Kunsthistoriker, Publizist
- Josef Sušánek (1896–1945), Feuerwehrchef und Widerstandskämpfer
- Johann Schulz von Felsdorf (tschechisch Jan Šultys z Felsdorfu), (1560–1621), Primator von Kuttenberg
- Radek Tóth (* 1968), Eishockeytorwart
- Rudolf Urbánek, Historiker, Professor an der Universität Brünn in Mähren, Fachpublizist
- Ferdinand Velc, Maler, Kunsthistoriker, Publizist
- Daniel Vepřek, Autor des „historischen Kalenders“ Stadtchroniker
- Karel Alois Vinařický, Übersetzer klassischer Literatur
- Jakub Voráček (* 1989), Eishockeyspieler
- Karl Wildbrunn, Sänger